# Club de Voley Universidad San Martín de Porres
La Asociación Deportiva Universidad de San Martín de Porres es un equipo de voleibol femenino, es uno de los integrantes de la Liga Nacional Superior de Voleibol del Perú, la máxima competición de este deporte en el Perú, con cinco títulos nacionales.

## Historia

### 2012
Después de anunciar el retiro del Club Deportivo USMP del Campeonato Nacional de fútbol. La intención del club era centrarse en los demás deportes como el club del voleibol.
Al final de la temporada 2011-12 el equipo se afianzo en el 2.º lugar en el campeonato, siendo derrotado por el Club Géminis en la serie final. las Jugadoras extranjeras Candida Arias y Yonkaira Peña ambas de República Dominicana fueron premiadas como el mejor bloque y mejor ataque respectivamente en esta temporada.

### 2013
El resultado de la temporada 2012-13 fue de nuevo el segundo lugar para la Universidad San Martín después de caer ante la Universidad César Vallejo en la serie final. Yonkaira Peña recibió premio al mejor anotador de la temporada.

### 2014
San Martín de Porres, luego de muchos esfuerzos finalmente, se adjudicó su primer campeonato al derrotar 3-1 al Sporting Cristal. Milca Da Silva se convirtió en la mejor atacante Punta y la máxima anotadora de la temporada.

### 2015
Después de haber ganado la liga en la temporada anterior, el club se adjudica un lugar en el Campeonato Sudamericano de Clubes de Voleibol Femenino, celebrada en febrero en Osasco, Brasil. La USMP terminó en tercer lugar, después de perder ante el equipo brasileño Rexona Ades en semifinales, pero luego derrotaría al club argentino Villa Dora en el partido por la medalla de bronce. Angela Leyva sería una de las mejores atacantes del equipo Santo y del torneo.
Para la nueva temporada en 2014-15 el club celebraría el Bicampeonato en la liga, ganándole en esta ocasión al club Géminis en la final y ganándose así su derecho a representar al Perú en el Campeonato Sudamericano de Clubes de Voleibol Femenino del 2016.

### 2016
Luego convertirse en el Bicampeón de la Liga Nacional participaría en el Campeonato Sudamericano de Clubes de Voleibol Femenino en donde mejoraría su posición en el campeonato al quedar en 2º lugar luego de derrotar en la semifinal al Club Gimnasia de la Plata, y luego en la final caer nuevamente ante el Rexona Ades. Ángela Leyva y Zoila La Rosa  fueron premiadas como la mejor atacante punta y la mejor armadora respectivamente.
Regresaría a Lima para preparase para nuevamente hacer su participación en la liga nacional para la temporada 2015-16 en donde resultaría nuevamente campeón de la liga por tercera vez consecutiva y nuevamente la oportunidad de representar al Perú en el Campeonato Sudamericano de Clubes de Voleibol Femenino del 2017 a realizarse en las ciudades de Uberaba y Uberlândia en Brasil

### 2017
Luego de convertirse en el Tricampeón de la Liga Nacional participaría en el Campeonato Sudamericano de Clubes de Voleibol Femenino en donde adjudicaría la medalla de bronce. En la semifinal cayeron ante Dentil Praia y por el tercer lugar vencieron a Villa Dora. Ángela Leyva fue la mejor punta del torneo.
En la Liga Nacional, avanzaron hasta la final donde cayeron ante Regatas Lima. Ángela Leyva fue la mejor punta y la mayor anotadora del torneo y Janice Torres la 2.ª mejor líbero del certamen.

### 2018
En la Liga Nacional 2017/2018, se proclamó campeón por cuarta vez, derrotando en la final a Jaamsa. Allison Mayfield fue la 3.ª mayor anotadora, Alicia Perrin la mejor central y Janice Torres la 2.ª mejor líbero.

### 2023 - 2024
En la temporada de 2023-2024, logró el subcampeonato por cuarta vez en su historia, siendo derrotado en la final por Alianza Lima.

## Plantilla actual
| Universidad San Martín      | Universidad San Martín      | Universidad San Martín      | Universidad San Martín      | Universidad San Martín      | Universidad San Martín      | Universidad San Martín      | Universidad San Martín      | Universidad San Martín      | Universidad San Martín      |
| --------------------------- | --------------------------- | --------------------------- | --------------------------- | --------------------------- | --------------------------- | --------------------------- | --------------------------- | --------------------------- | --------------------------- |
| Entrenador: Vinicius Gamino | Entrenador: Vinicius Gamino | Entrenador: Vinicius Gamino | Asistente: Diego Recavarren | Asistente: Diego Recavarren | Asistente: Diego Recavarren | Asistente: Diego Recavarren | Asistente: Diego Recavarren | Asistente: Diego Recavarren | Asistente: Diego Recavarren |
| # Camiseta                  | Jugadora                    | Función                     | Fecha de Nacimiento         | Edad (años)                 | Talla (cm)                  | Peso (kg)                   | Ataque (cm)                 | Bloqueo (cm)                | Ficha FIVB Año              |
| 3                           | Ginna López                 | Central                     | 1994                        | 20                          | 158                         |                             |                             |                             |                             |
| 2                           | Angela Niquen Rojas         | Central                     | 2004                        | 19                          | 183                         |                             |                             |                             |                             |
| 5                           | Paola Villegas Saavedra     | Libero                      | 1999                        | 24                          | 167                         |                             | 235                         | 240                         |                             |
| 6                           | Simone Scherer              | Central                     | 1994                        | 29                          | 187                         |                             | 285                         | 290                         |                             |
| 8                           | Fernanda Tomé Deivis 🇧🇷     | Punta                       | 1989                        | 19                          | 168                         |                             | 250                         | 255                         |                             |
| 9                           | Pamela Cuya Toro            | Libero                      | 2003                        | 28                          | 188                         |                             | 305                         | 306                         |                             |
| 10                          | Ivna Colombo 🇧🇷             | Opuesta                     | 1990                        | 25                          | 176                         |                             | 265                         | 270                         |                             |
| 11                          | Daniela Muñoz Pérez         | Punta receptora             | 2001                        | 22                          | 178                         |                             | 284                         | 289                         |                             |
| 12                          | Ariana Vasquez              | Punta                       | 2009                        | 18                          | 164                         |                             | 238                         | 245                         |                             |
| 19                          | Shiamara Almeida            | Armadora                    | 1996                        | 30                          | 175                         |                             | 275                         | 280                         |                             |
| 14                          | Flavia Montes               | Central                     | 2000                        | 28                          | 180                         |                             | 283                         | 287                         |                             |
| 16                          | Myriec Muñoz                | Armadora                    | 1992                        | 26                          | 175                         |                             | 287                         | 290                         |                             |
| 21                          | Brissa Nieves               | Libero                      | 2005                        | 36                          | 186                         |                             | 295                         | 299                         |                             |
| 18                          | Andrea Sandoval             | Opuesta                     | 1989                        | 16                          | 172                         |                             | 263                         | 268                         |                             |
| 4                           | Brenda Lobaton              | Punta Receptora             | 1997                        | 42                          | 179                         |                             | 287                         | 292                         |                             |

15. Mariana Chalco  ( Armadora)   (2007)
20. Amanda Legario (Punta Receptora)  (2004)
25. Keira Zelada (Opuesta)  (2006)
13. Angela Gago (Punta receptora) (2006)

## Comando técnico y de gestión 2021
| Nombre              | Cargo             |
| ------------------- | ----------------- |
| Rosa García         | Gerente Deportivo |
| Seo Byungtae        | Entrenador        |
| Albert Maduro       | Asistente Técnico |
| Adrián Azocar       | Asistente         |
| Miguel Mosquera     | Médico            |
| Carmen Del Castillo | Delegada          |
| Miguel Mendoza      | Prensa            |

## Palmarés

### Torneos nacionales
| Competición nacional             | Campeón                                         | Segundo lugar                            |
| -------------------------------- | ----------------------------------------------- | ---------------------------------------- |
| Liga Nacional Superior           | 5 (2013-14, 2014-15, 2015-16, 2017-18, 2018-19) | 4 (2011-12, 2012-13, 2016-17, 2023-2024) |
| Torneo Reclasificatorio Femenino | 1 (2021-22)                                     |                                          |

### Torneos internacionales
| Competición internacional          | Campeón | Segundo lugar | Tercer lugar   |
| ---------------------------------- | ------- | ------------- | -------------- |
| Sudamericano de Clubes de Voleibol |         | 1 (2016)      | 2 (2015, 2017) |